# Samuel Priliac
Samuel Priliac (Bender, 16 de enero de 1909–Chuy, 8 de agosto de 1974) fue un comerciante y filántropo rumano afincado en la ciudad de Chuy, departamento de Rocha, frontera entre Uruguay y Brasil.  
En 1930 Samuel Priliac se embarcó en el vapor Asturias de la Compañía Real Inglesa con destino a Buenos Aires. Se alojó por algún tiempo en un hotel destinado a inmigrantes mientras realizó algunos trabajos en el puerto. Posteriormente, y por recomendación de un coterráneo, consiguió trabajo en el frigorífico La Negra de Avellaneda. Sin embargo, al cabo de varios meses, resolvió volver a su país. Dada su escasez de recursos, planificó un itinerario original para el retorno, viajando por tierra hasta el puerto de Santos en Brasil y luego por barco hacia Europa. 
En los primeros días de enero de 1931 llegó a la zona de Chuy, en la frontera entre Uruguay y Brasil. Priliac viajaba a caballo acompañado por un inmigrante alemán que se dirigía a la ciudad de Lascano. En Chuy conoció a Dominga Hernández de quien se enamoró. Instaló un comercio en la calle principal, que demarcaba los límites entre ambos países. La Casa Samuel fue la primera gran tienda de la zona. Pronto se hizo conocido como un comerciante de mente clara, poseedor de una rica imaginación y de un don especial para la venta.
Además de su actividad comercial, Priliac fue dirigente del Club Nacional de Football de Chuy. Fue nombrado “Benefactor del Departamento de Rocha” por el Rotary Club de Castillos en honor a la obra realizada a favor de los más necesitados. Donó 700 terrenos a distintas instituciones estatales y privadas.  Fue impulsor del balneario Barra del Chuy. Priliac realizó varios fraccionamientos y ofrecía los terrenos en cuotas a sus clientes de la tienda de Chuy, desplegando los planos en el mostrador.
Hoy, el estadio de Chuy, una calle, un barrio, una plaza y otros sitios perpetúan la memoria de Priliac.